# 脱線3
脱線3（だっせんトリオ）は大阪府出身のラップユニットである。1989年結成。
山本精一の大阪市浪速区のライブハウス「難波ベアーズ」に出入りしていたことより仲良くなり結成。
1994年発売のアルバム『バチルカ』がファイルレコードよりリリース。大阪弁のラップアルバムとして話題になり、インディーズ盤ながら1万枚を売り上げた。また、この時期に吉本興業に入所した。
1995年、エピックレコードジャパンよりメジャーデビュー。

## メンバー
- ロボ宙（庄司光宏、12月14日 - ）MC。リーダー。大阪府枚方市出身。2006年にROBOCHU&DAU 2007.THE HELLOW WORKS 2010 donuts disco deluxe  https://twitter.com/roboago?s=21&t=UyCPC2HFNKs97txl7ckfmg
- M.C.BOO（観城宣治、11月17日 - ）MC。兵庫県神戸市出身。放送作家としての活動もある。(有)ケイビードットジェイピー代表取締役　http://kbtokyo.jp/
- KING 3LDK（丹南文希、7月9日 - ）DJ 。トラックメイカー 。兵庫県神戸市出身 https://twitter.com/KING_3LDK autorockrcordings主催

## ディスコグラフィー

### シングル
- サタデーアップタウン（1995年1月21日）
  1. AIR CHECK ONE TWO
  2. マエセツ
  3. ABC
  4. CM
  5. DAS THE MIC
  6. 2 BEAT (SOUL SET MIX)
- スペース・ホルスタイン（1995年8月21日）
  1. スペース・ホルスタイン
  2. ボンスクピクニック
  3. スペース・ホルスタイン (backing track)

### アルバム
- バチルカ（1994年7月21日）
  1. 2 Beat
  2. フリートーク 〜ふられ気分でロックンロール〜
  3. どりかむ
  4. マイ アニエス
  5. もう死んでもいい奴
  6. バカが戦車でやってくる
  7. STRAIGHT OUTTA NGK
  8. コメディ ハイ
  9. イザベル
  10. 2001年演歌の旅
  11. B-BOY体操
  12. 笑ってる場合ですよ!!
  13. ボンスク ロック
  14. 秘密の暗号やしきたかじん
  15. 2旅=ふたたび
- XXX JAPAN（1995年12月1日）
  1. イントロ
  2. スペース・ホルスタイン
  3. エレキテル・アパッチ
  4. Gサン '95
  5. SKY
  6. BOOソロ (ジャイアン・リサイタル)
  7. 新DAS THE MIC
  8. ボブソン
  9. 天然パ
  10. ウルティメイト・ペシャリスト
  11. エレキテル・ファンク
  12. CRASH MANIA
  13. チャンピオン・ベルト
  14. 挑戦その1
- DAS BACK AGAIN（1997年12月6日）
  1. DAS THE MIC 1997
  2. ホイ ON THE STEEL
  3. アディダフスキー
  4. 11pm
  5. 仲間意識自由型 (F2=3D+WON)
  6. DUB THE MIC '97
  7. 11pm (inst)

### ソロ作品
1. PSYCHO SOUL OVERDRIVE（2001年）KING3LDKソロアルバム
2. THE STREET SIZE Pt.1（2002年）KING3LDKソロアルバム
3. みなさんごきげんよう（2006年）KING3LDKソロアルバム
4. 銀河飯店（2002年）ロボ宙ソロアルバム
5. scrappin（2017年）ロボ宙ソロアルバム
6. NEAR AND FAR（2022）ロボ宙ソロアルバム

### その他
1. ディスコマン（V.A「ILL-CENTRIK FUNK VOL.1」収録/1998年）